# Dany Neudt
Dany Neudt (Knokke-Heist, 5 april 1974) is een Belgisch historicus. Hij specialiseert zich in het Belgische verzet tijdens de Tweede Wereldoorlog. Neudt is de oprichter van vzw Helden van het verzet en plaatst dagelijks een bericht over een vergeten verzetsheld op Twitter en Facebook. De Nederlandstalige en Franstalige media consulteren hem regelmatig over het onderwerp.

## Verzetshelden
De non-profit Helden van het verzet brengt verhalen over "gewone mensen en hun buitengewone verzetsdaden tegen de nazistische bezetter". In maart 2023 bracht de vzw in eigen beheer een eerste verzetsnovelle over Andrée De Jongh en haar ontsnappingsroute Comète uit, getiteld De weg naar San Sebastian. De verzetsnovelles worden door schrijver Tim Van Steendam geschreven en exclusief door Standaard Boekhandel verdeeld. In mei 2023 volgde al een tweede verzetsnovelle over het gewapend verzet van de familie Lambrechts in Limburg, Broeders sterven niet. In september 2024 werd de derde novelle in de verzetsreeks voorgesteld: 'De Getuige'. Het verhaal beschrijft het verzetsverhaal van de jonge Gentse advocaat André Mandrycxs, die zich in het concentratiekamp Neuegamme tot een Belgische Schindler ontpopt en honderden mensenlevens redt.
Op 30 maart 2023 werd voor het eerste Verzetscafé door Dany Neudt gehost. In een Verzetscafé worden door middel van storytelling verhalen over het Belgische verzet voor een publiek gebracht. De verhalen uit het het Verzetscafé verschijnen als podcast. Ondertussen getuigen nabestaanden van verzetsmensen doorheen gans Vlaanderen en Brussel tijdens een Verzetscafés. Op 9 december 2024 ging de 20ste editie in Antwerpen door.
Dany Neudt lanceerde een pleidooi om - in navolging van onze buurlanden  - ook in België een landelijk Verzetsmuseum op te richten. Het idee kreeg ondertussen ruime navolging. In een opiniestuk spraken de Belgische rectoren Luc Sels, Jan Danckaert, Annemie Schaus, Herman Van Goethem, Bernard Vanheusden en Rik Van de Walle hun steun uit. In mei 2024 stelden vzw Helden van het verzet en de Vrije Universiteit Brussel de 4-jarige leerstoel 'Sporen van het verzet' op. Samen met Prof. Dr. Nel de Mûelenaere coördineert Dany Neudt de leerstoel. De leerstoel heeft als ambitie om meer wetenschappelijk onderzoek naar het Belgische verzet te laten uitvoeren en het brede publiek hierover te informeren.
Samen met schrijver Tom Lanoye en cultuurhuis De Studio is Dany Neudt een van de drijvende krachten achter het culturele platform Vrij op 8 mei dat van 8 mei opnieuw een feestdag en een feestelijke herdenking van de overwinning op het nazisme wil maken. In 2023 ging van zaterdagavond 6 mei om 18 uur tot zondagavond 8 mei om 20 uur ging de voorleesmarathon 'Dit zijn de namen' in het Fort van Breendonk door. Gedurende 48 uur lazen tal van gekende en minder gekende Belgen de namen van 8.500 gestorven verzetshelden voor.Op maandagavond 8 mei werd de voorleesmarathon gelivestreamd in tien cultuurhuizen, waaronder de Bourla en de KVS, waar nadien rond hetzelfde thema een uitgebreid cultureel programma doorging. In 2025 ging de derde editie door .

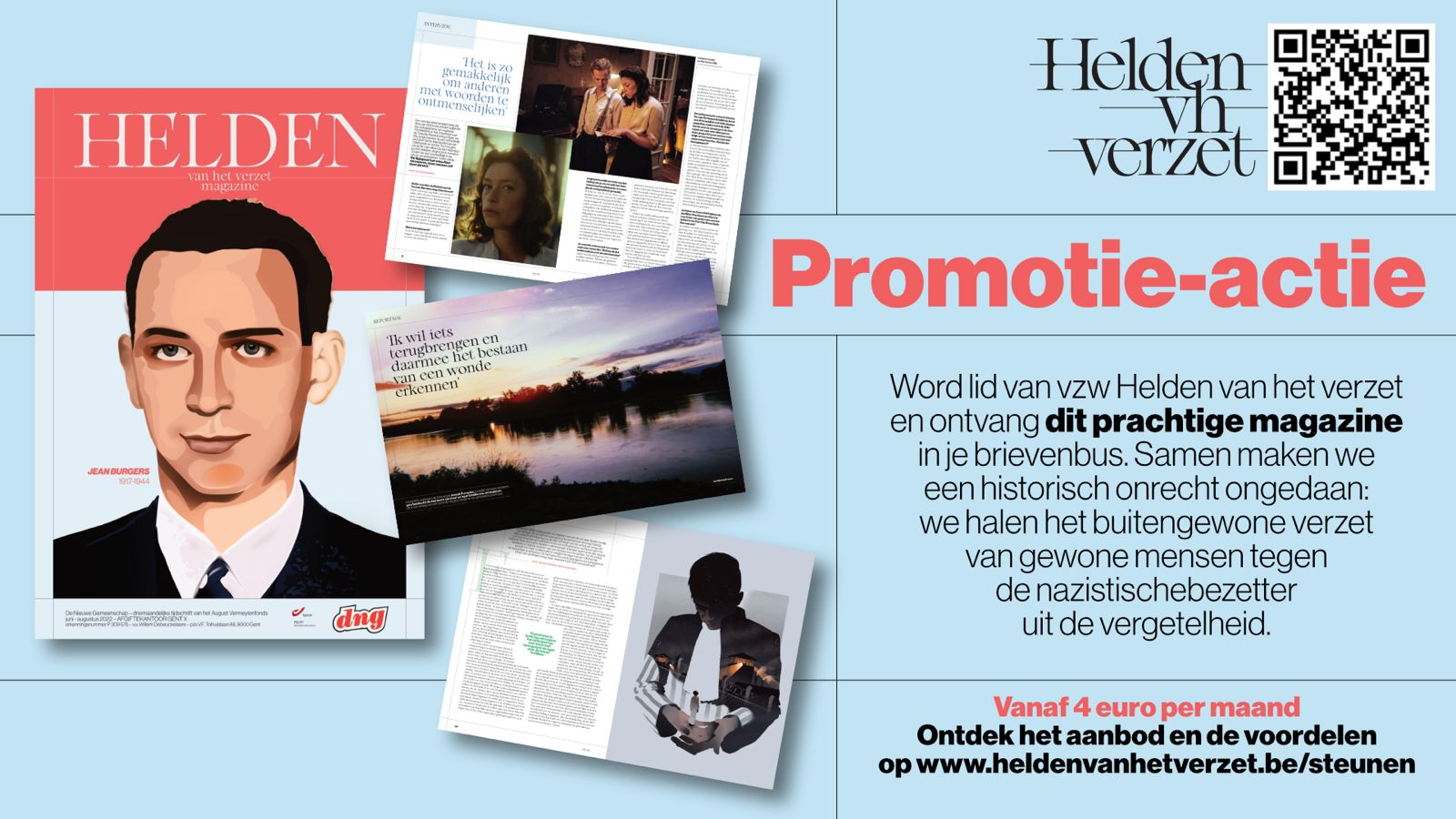

De vzw Helden van het verzet vormde zich ondertussen tot een ledenorganisatie om, waarvan het aantal leden sterk toeneemt. In september 2024 werd het eerste ledenmagazine gepubliceerd.

## Varia
Met Tarik Fraihi richtte Neudt in 2001 het interculturele platform Kif Kif op, waar hij later coördinator van werd. Het platform lanceerde onder meer de Kif Kif Awards om meer intercultureel talent naar de cultuurpodia te laten doorstromen. Daarnaast werd met de VDAB meermaals de Kif Kif-jobbeurs ingericht, die zich vooral op een hooggeschoold publiek richtte. Meer dan 30 grote werkgevers namen er aan deel.
Kif Kif werd toen aangeklaagd wegens het toelaten van antisemitische en negationistische berichten op hun discussieforum. De organisatie benadrukte dat de berichten door onbekende gebruikers op het discussieforum geplaatst werden, verwijderde de berichten meteen en distantieerde zich uitdrukkelijk van elke vorm van negationisme, discriminatie, racisme en antisemitisme.
Vanaf 2009 ging hij aan de slag als directeur bij De Punt, een groeiplatform voor sociaal ondernemerschap. In 2014 startte hij als kabinetschef bij de Gentse schepen Elke Decruynaere, en nadien bij Bram Van Braeckevelt. Van oktober 2019 tot 11 juni 2022 was hij nationaal ondervoorzitter van de Belgische politieke partij Groen, in duo met voorzitter Meyrem Almaci. In 2024 stapte hij uit de partij.